# Mercato dei Titoli di Stato
MTS ou Mercato dei Titoli di Stato qui, en italien, signifie Marché des Titres d'État, est le principal marché électronique d'emprunts d'État de la zone euro. Il a été fondé en Italie en 1988.